# North Prairie (Wisconsin)
North Prairie – wieś w Stanach Zjednoczonych, w stanie Wisconsin, w hrabstwie Waukesha.